# Guerra indo-pakistanesa de 1971
La guerra indo-pakistanesa de 1971 va ser un enfrontament militar entre les forces Mitro Bahini de l'Índia i el Pakistan que va tenir lloc durant la Guerra d'Alliberament de Bangladesh al Pakistan Oriental des del 3 de desembre de 1971 fins a la caiguda de Dacca (Dhaka) el 16 de desembre de 1971. La guerra va començar amb els atacs aeris preventius de l'Operació Chengiz Khan contra 11 estacions aèries índies, la qual cosa va provocar l'inici de les hostilitats amb el Pakistan i l'entrada de l'Índia en la guerra per la independència del Pakistan Oriental del costat de les forces nacionalistes bengalís (Mukti Bahini). Amb una durada de només tretze dies, és una de les guerres més curtes de la història. En el procés, també es va convertir en part de la Guerra d'Alliberament de Bangladesh, que va durar nou mesos.
Durant la guerra, els exèrcits indi i pakistanès es van enfrontar simultàniament en els fronts oriental i occidental; la guerra va acabar després que el Comandament Oriental de l'exèrcit pakistanès signés l'Instrument de Rendició el 16 de desembre de 1971 en Dhaka, marcant la formació del Pakistan Oriental com la nova nació de Bangladesh. Oficialment, el Pakistan Oriental havia demanat abans la seva secessió del Pakistan el 26 de març de 1971. Aproximadament entre 90.000 i 93.000 militars pakistanesos van ser fets presoners per l'exèrcit indi, entre els quals es trobaven entre 79.676 i 81.000 uniformats de les Forces Armades del Pakistan, inclosos alguns soldats bengalís que havien romàs lleials al Pakistan. Els 10.324 a 12.500 presoners restants eren civils, familiars dels militars o col·laboradors (Razakars).
Es calcula que els membres de l'exèrcit pakistanès i les milícies islamistes pro pakistanesos que el secundaven van matar a entre 300.000 i 3.000.000 de civils a Bangladesh. A conseqüència del conflicte, entre vuit i deu milions de persones més van fugir del país per a buscar refugi a l'Índia.
Durant la guerra d'independència de Bangladesh de 1971, els membres de l'exèrcit pakistanès i les milícies islamistes propakistaneses anomenades Razakars van violar a entre 200.000 i 400.000 dones i nenes bangladeshianes en una campanya sistemàtica de violacions genocides.

## Antecedents
El conflicte indo-pakistanès es va iniciar amb la Guerra d'Alliberament de Bangladesh, un conflicte entre els pakistanesos occidentals, tradicionalment dominants, i els pakistanesos orientals, majoritaris. Les tensions polítiques entre Bengala Oriental i el Pakistan Occidental van tenir el seu origen en la creació del Pakistan com a resultat de la partició de l'Índia pel Regne Unit en 1947; el moviment lingüístic popular en 1950; els disturbis massius a Bengala Oriental de 1964; i les protestes massives en 1969. Aquestes últimes van provocar la dimissió del president Ayub Khan, que va convidar al cap de l'exèrcit, el general Yahya Khan, a fer-se càrrec del govern central. La distància geogràfica entre les parts oriental i occidental del Pakistan era enorme; el Pakistan Oriental es trobava a més de 1.600 quilòmetres de distància, la qual cosa dificultava enormement qualsevol intent d'integrar les cultures bengalí i pakistanesa.
Per a superar el domini bengalí i evitar la formació del govern central a Islamabad, el controvertit programa de la Unitat Única va establir les dues ales del Pakistan Oriental i Occidental. L'oposició dels pakistanesos occidentals a aquests esforços va dificultar el govern efectiu de totes dues ales. En 1969, el president Yahya Khan va anunciar les primeres eleccions generals i va desestructurar l'estatus del Pakistan Occidental com a província única en 1970, per a retornar-li el seu estatus heterogeni original de quatre províncies, tal com es va definir en el moment de la creació del Pakistan en 1947. A més, hi havia tensions religioses i racials entre els bengalís i els pakistanesos occidentals multiètnics, ja que els bengalís tenien un aspecte diferent al dels pakistanesos occidentals dominants.
Les eleccions generals, celebrades en 1970, van donar com a resultat que la Lliga Awami del Pakistan Oriental obtingués 167 dels 169 escons de l'Assemblea Legislativa del Pakistan Oriental, i una majoria gairebé absoluta en l'Assemblea Nacional de 313 escons, mentre que el vot al Pakistan Occidental el va guanyar majoritàriament el socialista Partit Popular del Pakistan. El líder de la Lliga Awami, Sheikh Mujibur Rahman, va subratllar la seva posició política presentant els seus Sis Punts i donant suport al dret dels bengalís a governar. L'èxit electoral de la Lliga va fer témer a molts pakistanesos occidentals que permetés als bengalís redactar la constitució basada en els Sis Punts i el liberalisme.
Per a resoldre la crisi, es va formar la Missió de l'Almirall Ahsan perquè formulés recomanacions. Les seves conclusions van rebre crítiques favorables dels líders polítics del Pakistan Occidental, amb l'excepció de Zulfikar Ali Bhutto, president del Partit Popular del Pakistan.
No obstant això, la cúpula militar va vetar la proposta de la missió. Zulfikar Ali Bhutto va donar suport al veto, i posteriorment es va negar a cedir el càrrec de primer ministre del Pakistan a Sheikh Mujibur Rahman. La Lliga Awami va convocar vagues generals al país. El president Yahya Khan va posposar la inauguració de l'Assemblea Nacional, la qual cosa va causar una desil·lusió demolidora a la Lliga Awami i als seus partidaris en tot el Pakistan Oriental. Com a reacció, el xeic Mujibur Rahman va convocar vagues generals que van acabar per tancar el govern, i els dissidents de l'Est van començar a atacar a la comunitat ètnica bihari, que havia fet costat al Pakistan Occidental.
A principis de març de 1971, uns 300 biharíes van ser assassinats en disturbis per torbes bengalís només en Chittagong. El Govern del Pakistan va utilitzar la "massacre dels bihari" per a justificar el desplegament dels militars al Pakistan Oriental el 25 de març, quan va iniciar la repressió militar. El president Yahya Khan va demanar als militars -dirigits en la seva immensa majoria per pakistaneses occidentals- que reprimissin la dissidència en l'Est, després d'acceptar la dimissió del tinent general Yaqub Ali Khan, cap de l'Estat Major dels militars del Pakistan Oriental.
Van començar les detencions massives de dissidents i, després de diversos dies de vagues i falta de cooperació, els militars pakistanesos, dirigits pel tinent general Tikka Khan, van reprimir Dhaka en la nit del 25 de març de 1971. El govern va il·legalitzar la Lliga Awami, la qual cosa va obligar a molts dels seus membres i simpatitzants a refugiar-se en l'est de l'Índia. Mujib va ser detingut en la nit del 25 al 26 de març de 1971 al voltant de la 1.30 de la matinada (segons les notícies de Radi Pakistan del 29 de març de 1971) i portat al Pakistan Occidental. L'operació "Searchlight", seguida de l'operació "Barisal", va intentar acabar amb l'elit intel·lectual de l'est.
El 26 de març de 1971, el comandant Ziaur Rahman, de l'Exèrcit del Pakistan, va declarar la independència de Bangladesh per ordre de Sheikh Mujibur Rahman.
A l'abril, els líders exiliats de la Lliga Awami van formar un govern en l'exili en Baidyanathtala de Meherpur. Els Rifles del Pakistan Oriental i els oficials bengalís de l'exèrcit, la marina i els marinis del Pakistan, van desertar a la rebel·lió després de refugiar-se en diferents parts de l'Índia. Sota el comandament del coronel retirat Mohammad Ataul Gani Osmani es va formar la Força de Bangladesh, la Mukti Bahini, composta per la Niyomito Bahini (Força Regular) i la Oniyomito Bahini (Força de Guerrilla).